# Bugs (antologia)
Bugs è un'antologia di racconti di genere horror e umoristico.
Il libro si contraddistingue per il fatto che ciascun racconto è incentrato su un particolare artroprode, come ragni, formiche, farfalle e blatte.